# Colette Dahl
Marie Colette Dahl, född 8 augusti 1929 i Strasbourg i Frankrike, död 2022 i Dalarna, var en fransk-svensk kock och radioprogramledare. 
Dahl ledde under många år matprogram i Sveriges Radio och var värd för radioprogrammet Sommar i P1 den 13 augusti 1990. 1987 gav hon ut boken Gudomligt gott med Colette tillsammans med Barbro Hellberg.
Colette Dahl var gift med konstnären Janne Dahl.